# Moordaanslag op Donald Trump in juli 2024
Op 13 juli 2024 vond een mislukte moordaanslag op Donald Trump plaats, toen de voormalige 45e president van de Verenigde Staten en kandidaat voor de presidentsverkiezingen van 2024. Hij werd in het rechteroor geschoten tijdens zijn toespraak op een campagnebijeenkomst in Butler, Pennsylvania, Verenigde Staten.
De schutter werd geïdentificeerd als de 20-jarige Amerikaan Thomas Matthew Crooks uit Bethel Park, Pennsylvania. Rechtshandhavingspersoneel en getuigen zeiden dat Crooks op een dak buiten de locatie van de bijeenkomst kroop en acht kogels afvuurde met een halfautomatisch geweer van AR-15-stijl voordat hij werd gedood door een sluipschutter van het tegenaanvalsteam (Counter Assault Team; CAT) van de geheime dienst. Een deelnemer aan de bijeenkomst werd gedood, terwijl twee andere aanwezigen ernstig gewond raakten.
Nadat hij beschoten was, dook Trump op de grond en hij werd snel omringd door agenten van de geheime dienst. Na korte tijd werd Trump, bloedend aan zijn rechteroor, in veiligheid gebracht. Nadat hij overeind was geholpen stak hij zijn rechtervuist in de lucht en riep "fight, fight, fight" ("vecht, vecht, vecht") voordat de agenten hem naar een gemotoriseerd voertuig brachten. Trump werd naar een ziekenhuis gebracht en mocht dit in stabiele toestand weer verlaten, waarna hij per vliegtuig naar New Jersey vloog.
Tien dagen na de aanslag nam Kimberly Cheatle, de directrice van de Amerikaanse veiligheidsdienst Secret Service, ontslag. Zij nam de eindverantwoordelijkheid op zich voor de ontoereikende beveiliging van Trump. Daarnaast werden enkele dienstdoende agenten van de veiligheidsdienst kort na de aanslag op non-actief gezet. Op 20 september verscheen een overheidsrapport waarin bevestigd werd dat de Secret Service fouten had gemaakt.
Twee maanden na de aanslag werd op 15 september 2024 een tweede moordaanslag op Trump verijdeld, terwijl de oud-president aan het golfen was in Florida.